# ヤムナ文化

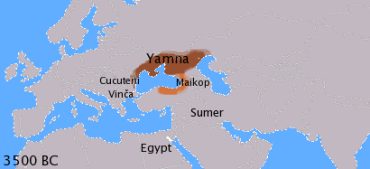
紀元前4千年紀のヨーロッパ。
ヤムナ文化（Yamna culture）はこげ茶色。

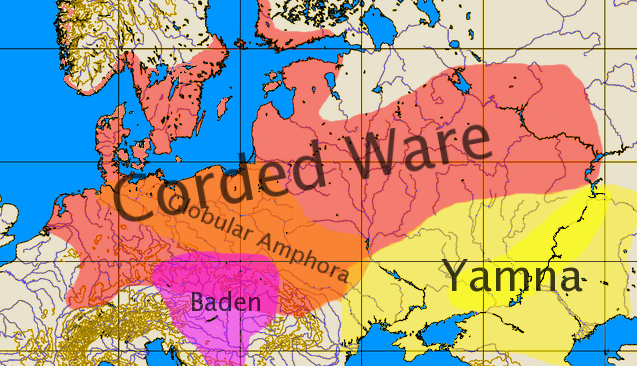
金石併用時代から銅器時代にかけてのヨーロッパ（紀元前3200年-紀元前2300年）。
ヤムナ文化は黄色の地域。

ヤムナ文化（ヤムナぶんか、英語：Yamna culture、もしくはヤムナヤ文化、ヤームナヤ文化、竪穴墓文化、黄土墓文化とも）は、紀元前3600年ごろから紀元前2200年ごろにかけてドナウ川とウラル山脈の間の広大な地域にわたって存在した、銅器時代の文化圏。中心地はウクライナ。

## 特徴
住居の証拠物はほとんど見つかっておらず、またそういった住居の多くは遊牧民の野営の跡である。しかし石積みの砦はたくさん見つかっており、ある場所では2mもの高さの城壁が三角形の村を守っている。
牧畜が盛んで、家畜は地方によって牛が主であったり、羊やヤギが主であったりする。馬を飼うことが定着しているのもヤムナ文化の特徴で、馬の骨は集落でも墓地でも発見され、後者では馬は葬式の生贄にされたものと見られる。北部の森林地帯や谷では牧畜よりもむしろ農耕が盛んで、墓地では犂も見つかっている。乗馬用の馬、家族を運ぶための牛車、開けた草原での飼育に適した種類の家畜、ラクダやサイガをはじめとするステップ地帯深部に生息する動物の骨、ステップ地帯深部でよく見られる類の家族墓地、といった発見物から、ヤムナ文化が半遊牧式の牧畜の最初期の文化のひとつだという主張もある。オーロックス、アカシカ、サイガ、オナガー、イノシシ、アナグマ、カワウソ、オオカミ、キツネ、コサックギツネ、ノウサギ、ビーバーを狩り、魚とリクガメを獲っていた。
何万もの墓所が見つかっている。縦坑のような穴を掘って墓とし、木や石で作った厚い天板で覆われていたものと見られる。人をかたどった墓石が使われて天板の代用としていたと思われる地方もある。遺体は膝を立てた状態で寝かされており、仰向けのものは「ヤムナ体位」と呼ばれるが、横に寝かされたものもある。頭は東か北東に向けられていることが多く、特にこの文化の草創期ではこの傾向が顕著。遺体は黄土で覆われているが、黄土で完全に「浸された」状態となっているものもある。そのためこの文化はしばしば「黄土墓文化」とも呼ばれる。墓所にはクルガンが築かれて墓の最初の主が埋葬されるが、そこに他の遺体をさらに埋葬するか、そのクルガンを増築することによって大きなクルガンとし、そこへ新たな遺体を埋葬していく方式を採っている。陶器、石器、戦斧、槍の穂先、短剣、鹿角製の打棒、銅製品などの副葬品が見つかっている。牛、羊、ヤギなどの動物の骨も墓所で見つかっている。大規模なクルガンを築く風習から、この社会は古代インドのものと同じく僧侶、戦士、家畜飼育者の3つの階級に分かれていたと推測されていたが、実際はそこまで明確な階級分化が進んでいたことを示す証拠は見つかっていない。

## 起源と拡散
ヤムナ文化の起源は、ヴォルガ川中流域のクヴァリンスク文化と、ドニエプル川中流域のスレドニ・ストグ文化にあるとみられている。乗馬用の馬と、家族移動用の牛車とから、移動は大変容易であったと推測され、広大な地域にヤムナ文化が広まったのはこのためであると考えられている。ヤムナ文化の様式の墓地は、東方においてはウラル山脈の東麓でも発見されることから、アルタイ山脈やエニセイ川の地域に存在したアファナシェヴォ文化の由来がヤムナ文化やその周辺のヨーロッパ・ステップ地帯の諸文化にある可能性も否定できない。また西方においては、ルーマニア、ブルガリア、セルビア、ハンガリーにまたがるドナウ川河口地域の一帯に広がっている。

## インド・ヨーロッパ祖語における意義
このように広大な範囲にまたがっていること、辺縁が常に大きく変動していること、馬や車といった生活文化様式から、ヤムナ文化こそインド・ヨーロッパ語族の初期の中核的文化のひとつであったという推測は広く認められている。インド・ヨーロッパ語族の起源を扱うとき、前提となっている時代や地理的範囲には人によって大きなばらつきがあるため、インド・ヨーロッパ語族の定義そのものについて議論がある。いちおうクルガン仮説の扱う時代や地理的範囲を基準とすると、ヤムナ文化はインド・ヨーロッパ祖語第Ⅳ期の文化であると捉えられるため、この文化はヨーロッパを含むインド・ヨーロッパ語族の多くの文化の起源ではあるものの、インド・ヨーロッパ語族の全ての文化の起源とは言えないことになる。
クルガン仮説に否定的な研究者は、ヤムナ文化はインド・イラン語派の起源であると考えている。しかし、ヤムナ文化は西方では横穴墓文化（英語：Catacomb culture）、東方ではポルタフカ文化（英語：Poltavka culture）およびそれに次いでスルプナ文化（英語：Srubna culture）に受け継がれ、これらの文化はおそらく東方のシンタシタ文化やアバシェヴォ文化などからの影響を強く受けながら西方の横穴墓文化に取って代わって、縄目文土器文化や球状アンフォラ文化との接触地帯で、その地におけるこれら2つの文化の担い手に文化的・言語的影響を及ぼし、そのあたりでベログルードフ文化（英語：Belogrudov culture）が発生、トシュチニェツ文化を経て、いわゆる農耕スキタイとして有名なチェルノレス文化へと発展していく。
このことは、本来はケントゥム語で、かつ縄目文土器文化や球状アンフォラ文化を基層としていたと推測されるスラヴ語派やバルト語派の祖語が東方のインド・イラン語派の言語的影響を受けてサテム語へと変化していった経緯を示唆している。ここではヤムナ文化はインド・イラン語派の文化ではあるがその語派の起源ということではなく、中央アジアのステップ地帯で政治的な力をつけたインド・イラン語派の担い手の集団が次々と西方へ進出して落ち着いた先である東ヨーロッパのステップ地帯に広く発展したステップ文化であるということになる。ここではクルガン仮説の問題点とされていたものは解消され、球状アンフォラ文化とともにヤムナ文化が後期インド・ヨーロッパ祖語時代の、ヨーロッパにおける中核的文化であったという広く定着している認識に矛盾は生じない。
ヤムナ文化の人骨からは印欧語族系民族に高頻度なハプログループR1b (Y染色体)が91.5%の高頻度で検出されている。